# Elevação do nível do mar no Holoceno Inferior

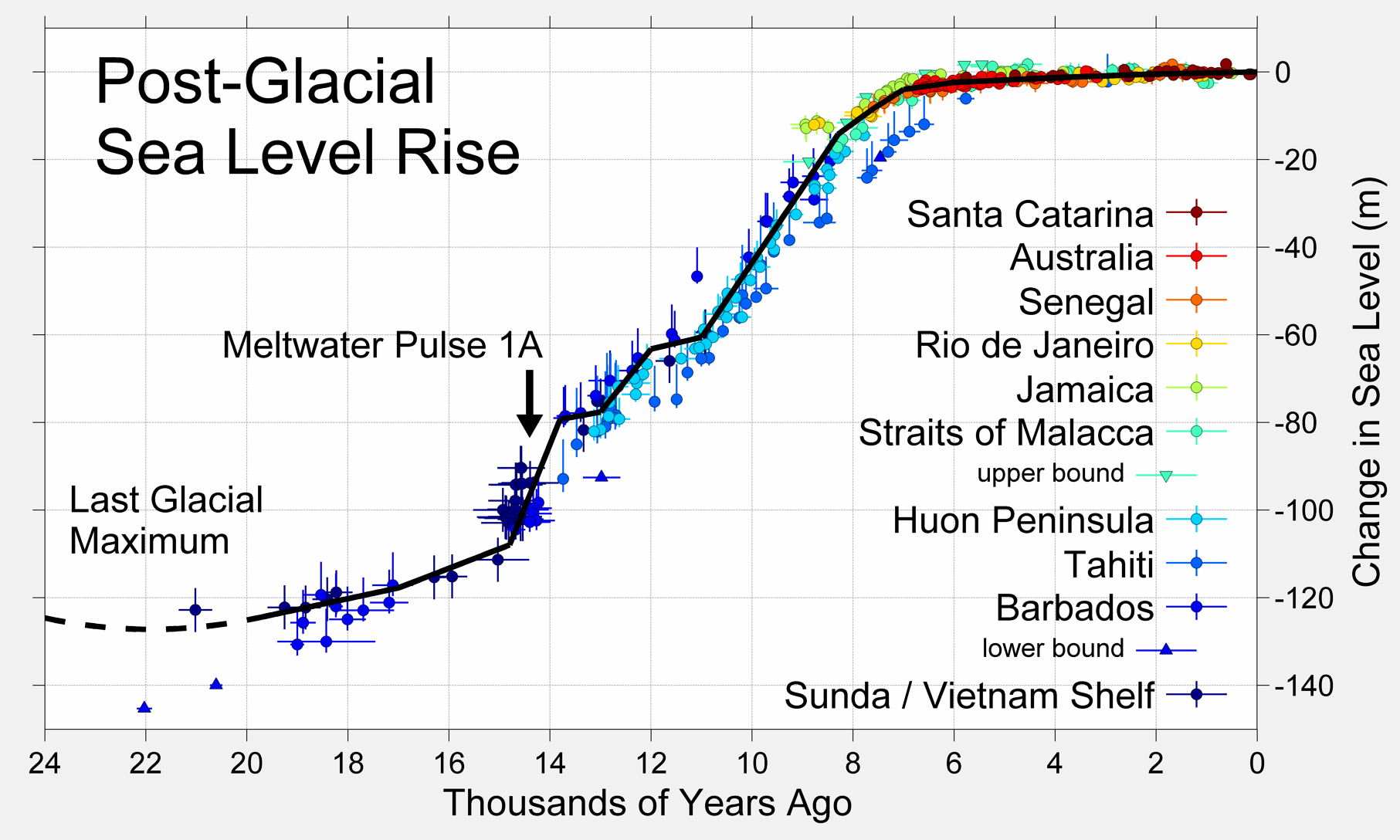
Mudança no nível do mar desde o Último Máximo Glacial.

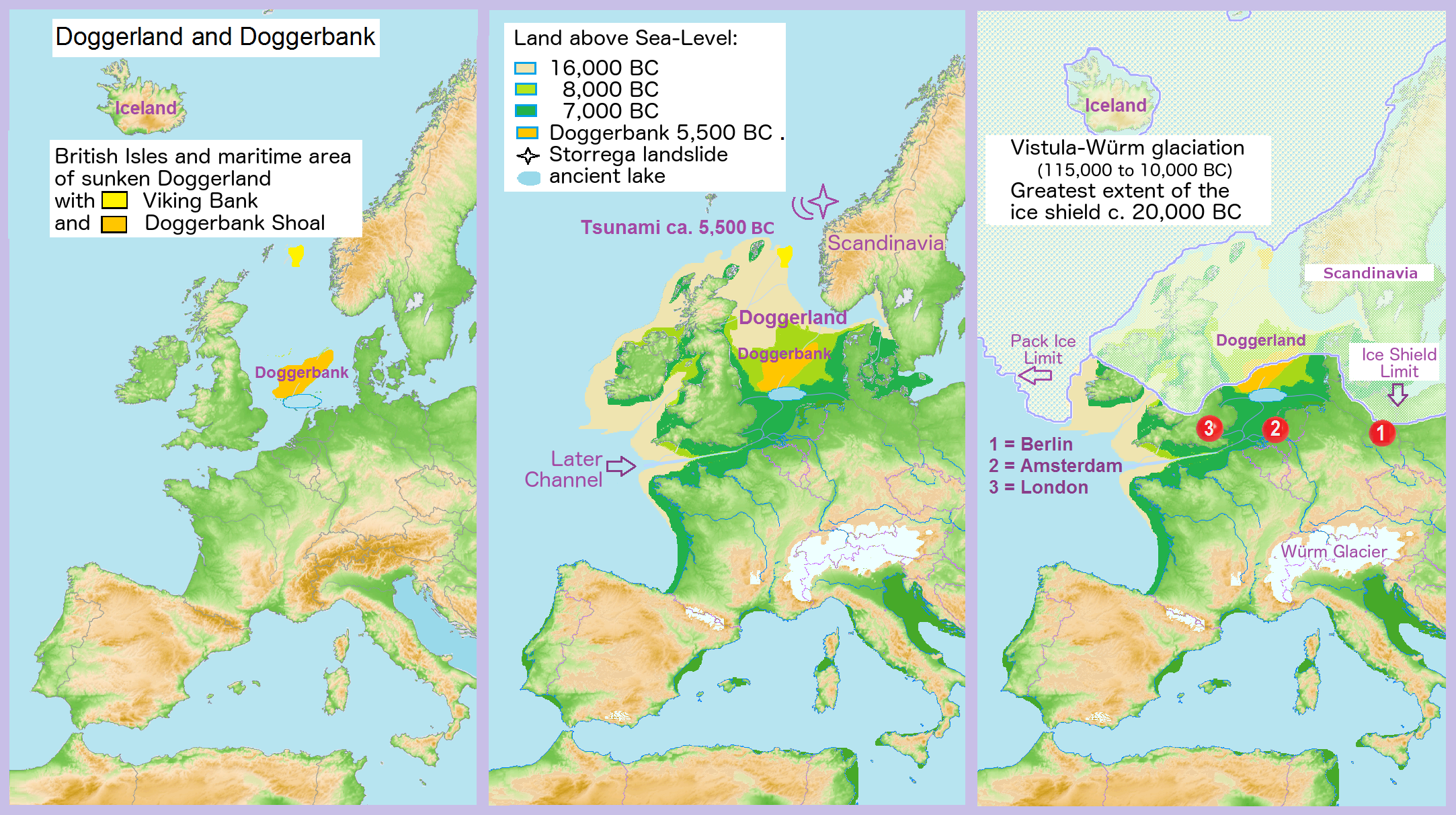
Litoral europeu: moderno (esquerda), durante o início do Holoceno (centro) e durante o Último Máximo Glacial (direita).

A subida do nível do mar no Holoceno Inicial (em inglês, referida pela sigla EHSLR) foi um salto significativo no nível do mar em cerca de 60 metros durante o início do Holoceno, entre cerca de 12.000 e 7.000 anos atrás, abrangendo o Mesolítico da Eurásia. A rápida subida do nível do mar e as alterações climáticas associadas, nomeadamente o evento de arrefecimento de 8.2 mil anos atrás, e a perda de terras costeiras favorecidas pelos primeiros agricultores, podem ter contribuído para a propagação da Revolução Neolítica à Europa no seu período Neolítico.
Durante a desglaciação desde o Último Máximo Glacial, entre cerca de 20.000 a 7.000 anos atrás, o nível do mar subiu num total de cerca de 100 metros, às vezes em taxas extremamente altas, devido ao rápido derretimento dos mantos de gelo do Mar Britânico-Irlandês, Fenoscandiano, Laurentino, Barents-Kara, Patagônico, Inuitiano e partes da Antártida. No início da desglaciação, há cerca de 19.000 anos, um breve evento glacio-eustático, com uma duração máxima de 500 anos, pode ter contribuído com até 10 metros ao nível do mar com uma taxa média de cerca de 20 milímetros/ano. Durante o resto do Holoceno inicial, a taxa de elevação do nível do mar variou de um mínimo de cerca de 6.0–9.9 mm/ano até 30–60 mm/ano durante breves períodos de subida acelerada do nível do mar.
Evidências geológicas sólidas, baseadas em grande parte na análise de núcleos profundos de recifes de corais, existem apenas para três grandes períodos de elevação acelerada do nível do mar, chamados pulsos de água de degelo, durante a última desglaciação. O primeiro, pulso de derretimento 1A, durou entre c. 14,6–14,3 ka e foi uma subida de 13.5 m ao longo de cerca de 290 anos, centrados no quiloano 14,2.
O EHSLR abrange os pulsos de derretimento 1B e 1C, entre 12.000 e 7.000 anos atrás:
- Pulso de derretimento 1B entre c. 11.4–1.1 ka, uma elevação de 7.5 m ao longo de cerca de 160 anos, centrados no quiloano 11.1, que inclui o fim do intervalo de aumento reduzido do nível do mar do Dryas recente (em cerca de 6.0–9.9 mm/ano);
- Pulso de derretimento 1C entre c. 8,2–7,6 ka, centrado no quiloano 8, um aumento de 6.5 m em menos de 140 anos.[4][5][6]

Essas taxas rápidas de elevação do nível do mar durante eventos de degelo implicam claramente grandes eventos de perda de gelo relacionados ao colapso da camada de gelo. A fonte primária pode ter sido a água derretida da camada de gelo da Antártida. Outros estudos sugerem uma fonte no hemisfério norte para a água derretida na camada de gelo laurentina.
Existe a hipótese de que o EHSLR deixou alguns vestígios na mitologia, como mitos de inundação e história oral dos aborígenes australianos.